# 114026 Emalanushenko
114026 Emalanushenko este un asteroid din centura principală de asteroizi.

## Descriere
114026 Emalanushenko este un asteroid din centura principală de asteroizi. A fost descoperit pe 30 octombrie 2002 la Apache Point Observatory în cadrul programului Sloan Digital Sky Survey. Asteroidul prezintă o orbită caracterizată de o semiaxă mare de 3,00 ua, o excentricitate de 0,11 și o înclinație de 2,0° în raport cu ecliptica.